# Snookerweltmeisterschaft 1933
Die Snookerweltmeisterschaft 1933 wurde in Joe Davis’ Billiards Centre in Chesterfield, England ausgetragen.
Der Titelverteidiger Joe Davis trat im Finale gegen das Allround-Billard-Talent Willie Smith an, der erstmals an diesem Turnier teilnahm. Davis schlug ihn mit 25:18 und sicherte sich damit seinen 7. Weltmeistertitel.
Mit Walter Donaldson nahm erstmals ein Schotte an der Weltmeisterschaft teil. Der spätere Weltmeister verlor klar im Halbfinale gegen Joe Davis.

## Hauptrunde
| Runde 1 Best of 25 Frames | Runde 1 Best of 25 Frames |    |  | Halbfinale Best of 25 Frames | Halbfinale Best of 25 Frames |  |           | Finale Best of 49 Frames | Finale Best of 49 Frames |
|                           |                           |    |  |                              |                              |  |           |                          |                          |
| Walter Donaldson          | 13                        |    |  | Joe Davis                    | 13                           |  |           |                          |                          |
| Willie Leigh              | 11                        |    |  | Walter Donaldson             | 1                            |  |           |                          |                          |
|                           |                           |    |  |                              |                              |  | Joe Davis | 25                       |                          |
|                           | Willie Smith              | 18 |  |                              |                              |  |           |                          |                          |
|                           |                           |    |  | Willie Smith                 | 16                           |  |           |                          |                          |
|                           |                           |    |  | Tom Dennis                   | 9                            |  |           |                          |                          |